# فالنتين ستانشيف
فالنتين ستانشيف (بالبلغارية: Валентин Станчев)‏ هو مدرب كرة قدم ولاعب كرة قدم بلغاري في مركز الهجوم، ولد في 25 أكتوبر 1968 في فراتسا في بلغاريا. شارك مع منتخب بلغاريا لكرة القدم. أما مع النوادي، فقد لعب مع بوتيف فراتسا وساتشسين لايبزيغ وسسكا صوفيا وشانغهاي غرينلاند شينهوا ونادي تشيرنو مور فارنا ونادي سبارتاك فارنا.